# The Beautiful Country
Pour plus de détails, voir Fiche technique et Distribution.
The Beautiful Country est un film norvégien réalisé par Hans Petter Moland, sorti en 2004.

## Synopsis
Binh doit quitter Hô-Chi-Minh-Ville pour les États-Unis après un drame familial.

## Fiche technique
- Titre : The Beautiful Country
- Réalisation : Hans Petter Moland
- Scénario : Sabina Murray et Lingard Jervey
- Musique : Zbigniew Preisner
- Photographie : Stuart Dryburgh
- Montage : Wibecke Rønseth
- Production : Tomas Backström, Petter J. Borgli, Terrence Malick et Edward R. Pressman
- Société de production : Dinamo Story, Sunflower Productions, Samy Boy Entertainment et Sud-Est Productions
- Société de distribution : Sony Pictures Classics (États-Unis)
- Pays :  Norvège et  États-Unis
- Genre : Drame
- Durée : 137 minutes
- Dates de sortie : 
  -  Norvège : 13 mars 2004
  -  États-Unis : 8 juillet 2005

## Distribution
- Damien Nguyen : Binh
- Bai Ling : Ling
- Thi Hoa Mai : Wa
- Nick Nolte : Steve
- Tim Roth : le capitaine Oh
- Chapman To : Chingmy
- Temuera Morrison : Snakehead

## Accueil
Le film a reçu un accueil plutôt favorable de la critique. Il obtient un score moyen de 64 % sur Metacritic.